# مقایسه اسرائیل و آلمان نازی
وارونگی هولوکاست عبارتی است که برای توصیف تصویر یهودیان به عنوان نازی‌ها، هواداران نازی‌ها، مرتکبان هولوکاست یا کسانی که از هولوکاست «کپی‌برداری» می‌کنند، به کار می‌رود. به‌طور خلاصه، این عبارت برای توصیف صهیونیست‌ها یا یهودیان درحالی که اعمال نازی‌ها را انجام می‌دهند به کار بسته می‌شود.
البته اینکه آیا این اصطلاح وقتی که به ضدصهیونیسم مربوط می‌شود، یهودی‌ستیز است یا خیر مورد اختلاف است.

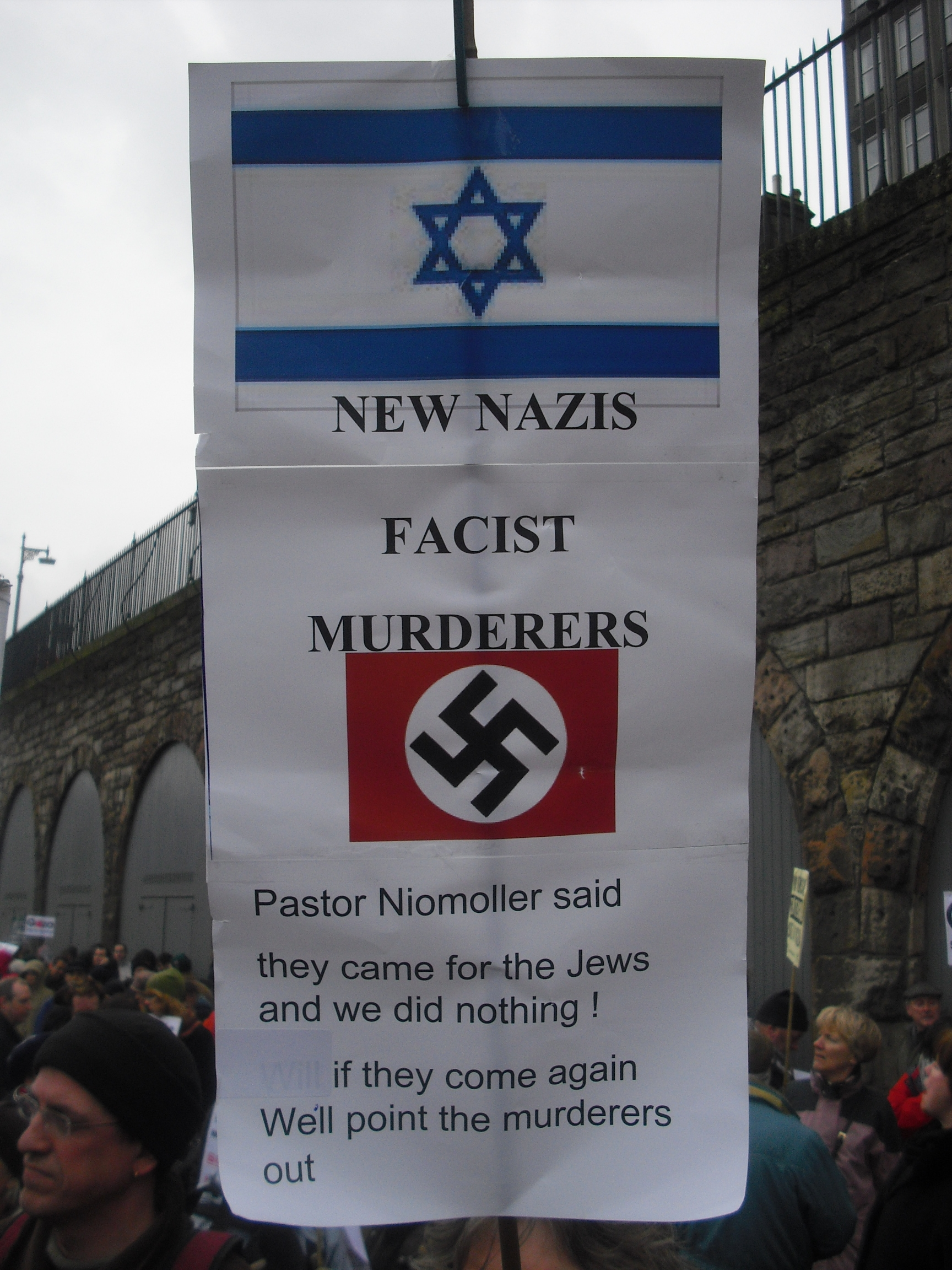
مقایسه اسرائیل با آلمان‌نازی و فاشیست خطاب کردن آن توسط معترضین

## دیدگاه‌ها

### دیدگاه مخالفین و منتقدین

#### کنت ال مارکوس
به گفته کنت ال مارکوس، هدف کسانی که از وارونگی هولوکاست استفاده می‌کنند «شوک، سکوت، تهدید، عایق بندی و مشروعیت بخشیدن» است. حتی در صورت استفاده مکرر، استفاده از وارونگی هولوکاست هنوز تکان دهنده است، که استفاده مکرر از آن را تسهیل می‌کند. او ادعا می‌کند که گره خوردن نقش و نگارهای نازی با کلیشه‌های توطئه یهودی تأثیر قابل‌توجهی بر طرفداران یهودی اسرائیل دارد. علاوه بر این، او می‌گوید، با استناد به گناه، این اصطلاح تهدیدآمیز است، زیرا مجازات لازم را در پی دارد. از آنجا که این اصطلاح در متن انتقاد سیاسی از اسرائیل انجام می‌شود، کسانی را که از آن استفاده می‌کنند از مقاومت‌هایی که بیشتر اشکال نژادپرستی در جامعه پس از جنگ جهانی دوم با آن روبرو هستند، عایق‌بندی می‌کند. سرانجام، وی اظهار داشت، وارونگی نه تنها فعالیت‌های ضد اسرائیلی را مشروعیت می‌بخشد، بلکه فعالیت‌های ضدیهودی را نیز انجام می‌دهد که انجام آنها در غیر این صورت دشوار است.

#### برنارد هانری لوی
به گفته برنارد-هانری لوی، این اقدامات حفاظتی اجتماعی را از بین می‌برد و این اجازه را می‌دهد مردم یک بار دیگر احساس تمایل و مهمتر از همه حق سوزاندن کنیسه‌های مورد نظر خود، حمله به پسران پوشیده از گل مگس، آزار و اذیت تعداد زیادی از خاخام‌ها را داشته باشند … برای اینکه یهودستیزی در مقیاس وسیعی دوباره متولد شود.

### دیدگاه موافقان

#### دیوید فلدمن
پروفسور دیوید فلدمن، مدیر مؤسسه پیرز برای مطالعه ضد یهودیت استدلال می‌کند که وارونگی هولوکاست غالباً یهودی‌ستیزی نیست، زیرا این یک وسیله بلاغی است که معمولاً مورد استفاده قرار می‌گیرد "در بسیاری از بحث‌ها در مورد بسیاری از موضوعات، اغلب سبک فکر، فاقد هرگونه محتوای ضد یهود خاص "مانند سیاستمداران اسرائیلی که از یکدیگر به عنوان نازی یاد می‌کنند، و به این دلیل که وارونگی (در رابطه با جنگ ۲۰۱۴ غزه) ناشی از یک ذهنیت ضدیهودی نیست بلکه انتقاد از سیاست اسرائیل است.

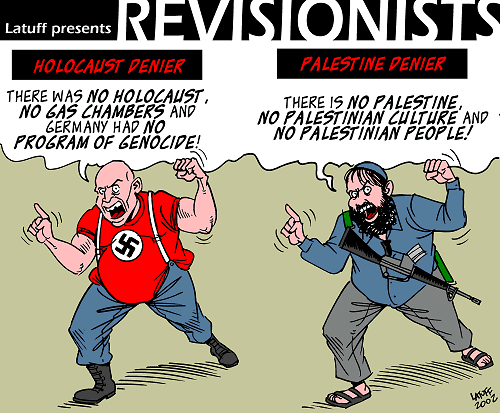
کاریکاتوری از کارلوس لاتوف در حال مقایسه انکار هولوکاست توسط نئونازی‌ها و انکار هویت فلسطینیان توسط شهرک‌نشینان اسرائیلی.

## دیدگاه مردم اروپا
با استخراج یک مطالعه در سال ۲۰۱۱ که نشان می‌دهد اقلیت قابل توجهی از پاسخ دهندگان با این جمله که «اسرائیل در حال جنگ نابودی علیه فلسطینی‌ها است» موافق هستند، منفرد گرستنفلد نتیجه گرفت که ۱۵۰ میلیون از ۴۰۰ میلیون شهروند اتحادیه اروپا از این نظر حمایت می‌کنند که اسرائیل نژادپرست است. به گفته گرستنفلد، وارونگی هولوکاست یک پدیده اصلی در اتحادیه اروپا است.
در پاسخ به پدیده وارونگی هولوکاست، تعریف عملی ضد یهودگرایی (تصویب شده توسط اتحاد بین‌المللی یادآوری هولوکاست، وزارت امور خارجه ایالات متحده و سایر موارد) شامل چندین روش است که در آن انتقاد از اسرائیل ضدیهودی است. به‌طور خاص، تعریف عملی شامل عمل «ترسیم مقایسه سیاست معاصر اسرائیل با نازی‌ها» است.
وارونگی هولوکاست همچنین ممکن است نوعی تجدیدنظرطلبی هولوکاست تلقی شود، زیرا جنایات نازی‌ها را به حداقل می‌رساند. به گفته برنارد لوئیس، این اعتقاد که نازی‌ها از اسرائیل نیز بدتر نیستند: جنایات هیتلر علیه یهودیان، خواه از طریق مشارکت یا همدستی، رضایت یا بی‌تفاوتی».
در اتریش، در حالی که یهود ستیزی آشکار پس از هولوکاست محدود شده‌است، گفتمان معادل عملکردی توانست تحت پوشش جدیدی مطرح شود. به ویژه، حزب آزادی اتریش از وارونگی هولوکاست برای مشروعیت زدایی از مخالفان سیاسی استفاده کرده‌است.